# تانک فوق سنگین
تانک فوق سنگین به هر تانکی گفته می‌شود که به‌طور قابل توجهی از نظر اندازه یا وزن نسبت به وسایل نقلیه معاصر فراتر از استاندارد تانک سنگین باشد.

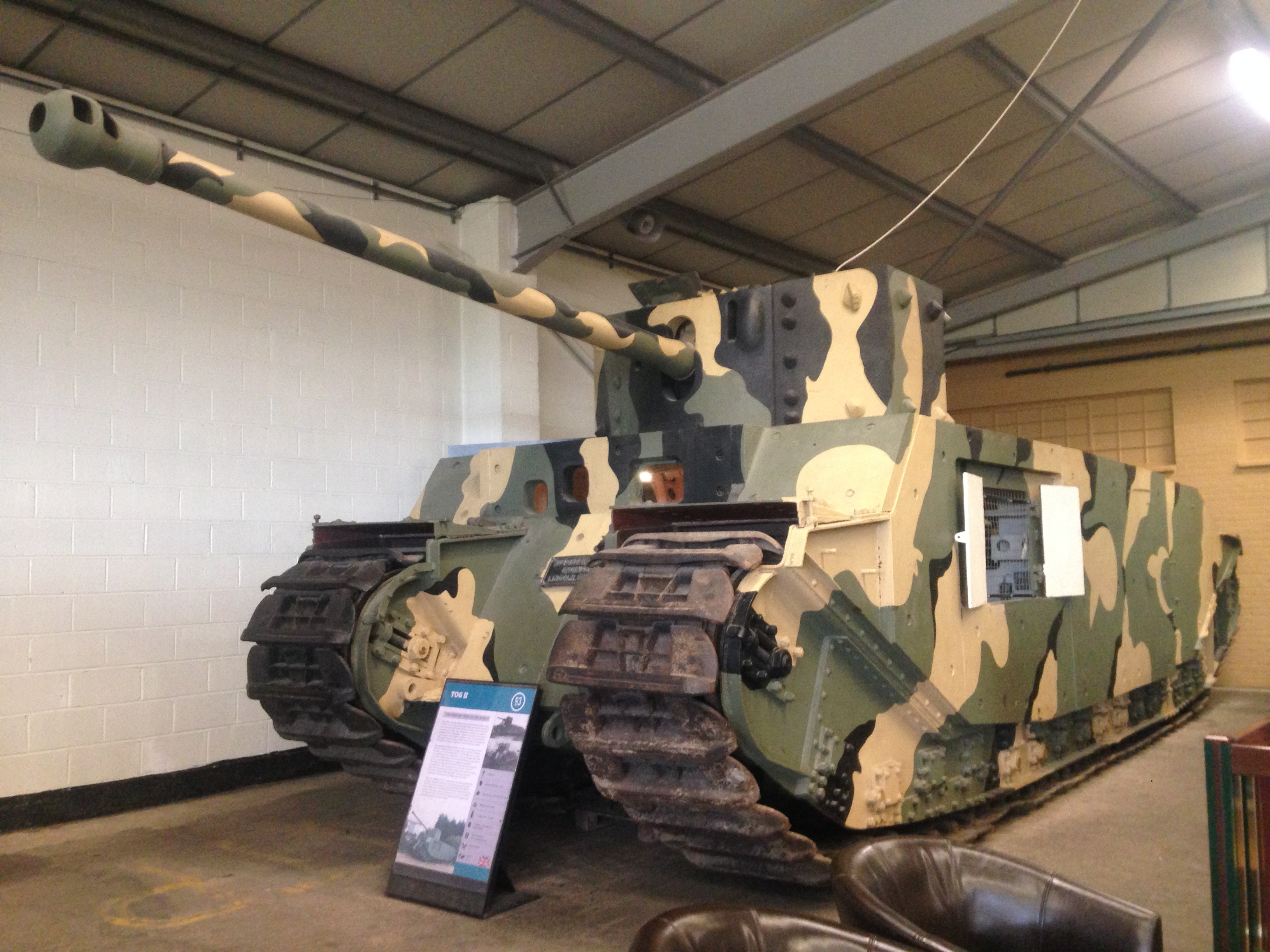
تانک بریتانیایی توگ ۲(۸۰ تن) در موزه تانک بووینگنون

برنامه‌هایی در چندین مورد با هدف ایجاد یک وسیله نقلیه بسیار انعطاف‌پذیر برای نفوذ به تشکیلات دشمن بدون ترس از نابودی در جنگ آغاز شده است. با این حال، تنها چند نمونه ساخته شد و شواهد کمی مبنی بر نبرد تانک فوق سنگین وجود دارد. نمونه‌هایی در جنگ‌های جهانی اول و دوم به همراه چند نمونه در طول جنگ سرد طراحی شدند.
 تا امروز تانک های خیلی زیادی ساخته شده است که از همه لحاظ پیشرفت کرده اند و این یک تغییر گسترده از جنگ جهانی دوم تا به الان است

## تاریخچه

### جنگ جهانی اول
اولین تانک فوق سنگین توسط مهندس نیروی دریایی روسیه واسیلی مندلیف طراحی شد که از سال ۱۹۱۱ تا ۱۹۱۵ روی این پروژه کار می‌کرد. تصور می‌شد که این تانک تقریباً در برابر تمام تهدیدات معاصر آسیب‌ناپذیر باشد، اما به دلیل هزینه بالای ساخت آن روی کاغذ باقی ماند. در انگلستان در ادامه ساخت اولین تانک‌هایشان در نهایت تانک فوق سنگین «فیل پرنده» را به عنوان تانکی طراحی کردند که در برابر آتش توپخانه مقاوم باشد. از آنجایی که تحرک مهم‌تر از حفاظت بود و تانک‌هایی که پیش از این تولید شده بود موفق بودند، کار بر روی پروژه متوقف شد. کا-واگن آلمانی (Großkampfwagen) یک طرح بسیار سنگین بود که ۴ اسلحه را حمل می‌کرد و به ۲۷ نفر خدمه نیاز داشت. دو عراده از آنها در زمان پایان جنگ در حال ساخت بودند و هر دو تخریب شدند.
در اوایل دهه ۱۹۲۰، فرانسوی‌ها چار۲سی ۷۰ تنی را تولید کردند. ده عراده از این تانک در طول نبرد فرانسه در سال ۱۹۴۰ شاهد نبرد محدودی بودند، اما بیشتر برای اهداف تبلیغاتی مورد استفاده قرار گرفتند و فرانسوی‌ها سعی کردند آنها را از مناطق جنگی بیرون بکشند.
نمونه اولیه توگ۲ سنگین‌ترین قبل از جنگ جهانی دوم بود که توسط انگلستان استفاده می‌شد.